# Reprezentacja Słowacji na Mistrzostwach Świata w Narciarstwie Klasycznym 2007
Reprezentacja Słowacji na Mistrzostwach Świata w Narciarstwie Klasycznym 2007 liczyła 7 sportowców. Najlepszym wynikiem było 6. miejsce (Martin Bajčičák) w biegu mężczyzn na 50 km.

## Medale

### Złote medale
Brak

### Srebrne medale
Brak

### Brązowe medale
Brak

## Wyniki

### Biegi narciarskie mężczyzn
Sprint
- Martin Otčenáš – 36. miejsce (odpadł w kwalifikacjach)

Sprint drużynowy
- Martin Otčenáš, Michal Malák – 15. miejsce

Bieg na 15 km
- Michal Malák – 41. miejsce
- Martin Otčenáš – 51. miejsce
- Ivan Bátory – 64. miejsce
- Martin Bajčičák – 72. miejsce

Bieg na 30 km
- Martin Bajčičák – 18. miejsce
- Ivan Bátory – nie ukończył

Bieg na 50 km
- Martin Bajčičák – 6. miejsce
- Ivan Bátory – 37. miejsce

### Biegi narciarskie kobiet
Sprint
- Alena Procházková – 13. miejsce
- Katarína Garajová – 36. miejsce (odpadła w kwalifikacjach)

Sprint drużynowy
- Alena Procházková, Katarína Garajová – 7. miejsce

Bieg na 10 km
- Alena Procházková – 34. miejsce
- Katarína Garajová – 46. miejsce

### Skoki narciarskie
Normalna skocznia indywidualnie HS 100
- Martin Mesík – odpadł w kwalifikacjach
- Ivan Karaulov – odpadł w kwalifikacjach

Duża skocznia indywidualnie HS 134
- Martin Mesík – 50. miejsce